# Pubblica amministrazione dell'Italia
La pubblica amministrazione dell'Italia (sigla: PA), nell'ordinamento giuridico italiano, indica il complesso degli enti pubblici facenti parte della pubblica amministrazione della Repubblica Italiana.

## Storia
Con la proclamazione del Regno d'Italia e l'adozione contemporanea dello Statuto Albertino, nel neonato Stato italiano la titolarità della funzione organizzatrice spettava alla stessa organizzazione che vi provvedeva mediante atti di auto-normazione. A parte il caso limite dell'organizzazione militare, che dava luogo a rapporti di supremazia speciale, la funzione organizzatrice era di competenza del governo. Dopo che l'amministrazione pubblica sul modello del Regno di Sardegna per decenni aveva fatto capo a un nuovo Stato unitario con poteri gestionali accentrati (che di fatto condizionavano anche l'esercizio dei poteri di gestione dei pochi altri enti territoriali esistenti), il governo Giolitti II - con l'avvio della statalizzazione delle ferrovie italiane - aveva adottato il modello dell'azienda autonoma, votato a introdurre elementi di economicità nel tradizionale approccio della funzione pubblica di ascendenza francese.
Il rigetto di questo modello, da parte del fascismo, produsse il fenomeno del controllo e dell'ingerenza statale nelle amministrazioni, come ad esempio con la creazione di enti per talune finalità e la sottoposizione dell'azienda autonoma posta sotto diretto controllo del ministro competente, sancendo la nascita dell’ente autarchico, e successivamente dell'ente pubblico economico.
Con la nascita della Repubblica Italiana e l'entrata in vigore della Costituzione nel 1948, gli articoli 97 e 98 della Carta accolsero la soluzione opposta, attribuendo la titolarità della funzione organizzatrice al Parlamento della Repubblica Italiana, che la esercita attraverso atti di eteronormazione, sancendo così l'assoluta preminenza del principio di legalità. A partire dal secondo dopoguerra, il settore pubblico è stato ridefinito più volte nel tempo con significative innovazioni; si ricordi ad esempio la legge 9 febbraio 1963, n. 66 introdusse la possibilità per le donne di accedere ai pubblici impieghi, alla magistratura, nonché di arruolarsi nelle forze armate italiane, seppur in presenza di disposizioni particolari di legge. Parallelamente si è assistito decentramento amministrativo in Italia in attuazione agli artt. 5, 114 e 118 della carta costituzionale: tra le varie norme si ricordano la legge 16 maggio 1970, n. 281 e la legge 22 luglio 1975, n. 382 che come conseguenza trasferì diverse competenze ai comuni e alle Regioni d'Italia, l'istituzione della contabilità generale dello Stato (legge 5 agosto 1978, n. 468), legge quadro sul pubblico impiego (legge 29 marzo 1983, n. 93) del servizio provinciale di tesoreria unica (legge 29 ottobre 1984, n. 720), del procedimento amministrativo e dell'accesso agli atti (legge 7 agosto 1990, n. 241), e dalla contrattualizzazione del pubblico impiego in Italia attuato a partire dagli anni 1990 (d.lgs. 3 febbraio 1993, n. 29, d.lgs 31 marzo 1998, n. 80) - che introdusse la possibilità per i dipendenti di iscriversi a sindacati - riformando tutta l'attività sulla base di diversi criteri come poi previsto dalle leggi Bassanini. Tra le innovazioni principali degli anni 2000 si segnala l'emanazione del d. lgs. 30 marzo 2001, n. 165, che raccolse la disciplina del rapporto di lavoro, l'emanazione della legge costituzionale 16 ottobre 2001, n. 3 che soppresse la previsione dei CORECO, la riforma Brunetta del 2009 introdusse il principio della retribuzione di risultato, collegata all'attività dei dipendenti e la legge Severino del 2012 che introdusse molte novità in tema di prevenzione e contrasto alla corruzione.

## Principi costituzionali

### Il principio di legalità
L'articolo 97 dispone che gli uffici pubblici siano organizzati secondo le disposizioni di legge. Finalità, diritti e obblighi, poteri, limiti e strumenti della pubblica amministrazione italiana sono definiti dalle norme primarie e dal diritto comunitario. Il suo fondamento si rinviene indirettamente all'art. 113 della Costituzione, che stabilisce la tutela giurisdizionale degli aventi diritto o interesse legittimo ad agire avverso qualsiasi atto amministrativo.
Il Tribunale Amministrativo Regionale può annullare un atto per violazione del principio di legalità, laddove non esista una norma specifica che attribuisca alla pubblica autorità il potere esercitato mediante esso.
Il principio di legalità ha limitato il potere dei ministri nei confronti della pubblica amministrazione sancito all'art. 95, in particolare modo per le materie sottoposte a riserva di legge, rispetto alle quali quindi l'amministrazione non può procedere in assenza di una norma primaria. Anche la potestà dei ministri è subordinata al principio di legalità.

### Il principio di tipicità
I poteri autoritari possono essere esercitati soltanto se, da chi, quando e come previsto dalla legge. La Costituzione prevede una riserva di legge specifica per i provvedimenti che incidono sulle libertà delle persone (art. 41, c. 3) e sul patrimonio dei cittadini (art. 23).
L'art. 113 dispone che la conformità degli atti amministrativi alla legge debba poter essere verificata da un giudice. L'ordinamento tuttavia contempla ordinanze contingibili e urgenti per i quali la legge indica i presupposti e gli organi competenti, ma non gli effetti di legge (ad esempio i provvedimenti dei sindaci in tema di sanità, edilizia, igiene e i regolamenti della polizia locale).

### Il principio di proporzionalità
È un principio insito nell'ordinamento ed esplicitato dalla giurisprudenza comunitaria, ad esempio nel Trattato CE (art. 86, c. 2). Afferma che i provvedimenti devono essere preordinati, necessari e sufficienti a un fine lecito e legittimo senza incidere sulle posizioni soggettive in misura superiore a quanto sia oggettivamente indispensabile in relazione a tal fine.

### Il principio di sussidiarietà
Il principio del decentramento amministrativo era già sancito all'art. 5, nella parte dei principi fondamentali. L'art. 114 stabiliva il principio autonomistico degli enti locali decentrati. La riforma del titolo V della costituzione della Repubblica Italiana attribuiva ai Comuni la competenza dell'amministrazione come principio generale, fatto salvo il principio di adeguatezza, riflesso di quelli di imparzialità e di buon andamento, il quale legittimava l'accentramento di talune funzioni e servizi ad un livello dell'amministrazione sovraordinato a quello comunale.
La riforma del 2001 ridistribuì la potestà legislativa in Italia tra lo Stato e le Regioni e introdusse il principio di sussidiarietà nell’amministrazione. Nelle intenzioni del legislatore avrebbe dovuto avviare un processo di riordino di tutta la presenza pubblica nel territorio, per rafforzare le autonomie locali, tuttavia ciò ha spesso dato luogo a conflitti tra le amministrazioni locali e lo Stato centrale.
Secondo Gaetano Palombelli, "L’albero dell’amministrazione pubblica è restato storto. La P.A. italiana si presenta ancora oggi come una piramide capovolta, con una grossa testa e radici fragili, in netta contraddizione con i principi di autonomia, sussidiarietà, differenziazione e adeguatezza, che pure sono scritti nella Costituzione".

### L'imparzialità e il "buon andamento"
In età repubblicana, l’evoluzione del modello dell’amministrazione pubblica svolta da un ente pubblico diverso dall'ente territoriale ha prodotto – sotto la vigenza dell’articolo 97 della Costituzione - un “inseguimento” delle garanzie pubblicistiche nella gestione delle risorse umane, strumentali e finanziarie. Essa trae fondamento dalla concezione dell'amministrazione di risultato e ha quale finalità la piena realizzazione dei principi di efficienza ed efficacia, corollari del principio del buon andamento di cui all'art. 97 Cost.
Tra gli strumenti principali per il perseguimento delle finalità costituzionali vi sono pure la giurisdizione amministrativa e quella contabile: l'affermazione di quest'ultima anche nei confronti delle società derivanti dalla trasformazione degli enti pubblici economici in società per azioni (fino a quando permanga la partecipazione maggioritaria dello Stato o degli altri pubblici poteri al capitale sociale) è stata sancita dalla Corte costituzionale con la sentenza del 28 dicembre 1993, n. 466, pronunciata in seguito a conflitto di attribuzioni sollevato dalla Corte dei conti.

## Organizzazione

### Caratteri e principi generali
La pubblica amministrazione dipende dal governo della Repubblica Italiana, che ne orienta gli indirizzi generali attraverso i ministeri, ai quali fanno capo branche dell'intero apparato divise per materie. Come le aziende private che erogano servizi, anche la pubblica amministrazione dispone di risorse economiche, patrimoniali e umane. Le amministrazioni, articolate quindi a livello centrale e periferico, sovrintendono alle funzioni e ai servizi che lo Stato, eventualmente insieme ai vari enti pubblici, ha l'obbligo di garantire e rendere alla collettività (non solo dei cittadini, ma di tutti gli individui che per qualche motivo si trovino sul territorio statale) secondo i criteri e i principi previsti dalla legge.
La Costituzione, attribuendo al parlamento della Repubblica Italiana la funzione organizzatrice, ha anche stabilito il principio dell'assunzione di personale nella P.A. mediante concorso pubblico, ciò al fine garantire imparzialità e parità e il passaggio fra le cariche da un rapporto fiduciario a un rapporto impersonale, caratteristico di un moderno Stato di diritto.
I principi cui si informa pubblica amministrazione italiana, sulla base del dettato costituzionale, sono il principio di buon andamento e il principio di imparzialità, stabiliti dagli articoli 97 e 98 della Costituzione della Repubblica Italiana. Nel dettaglio essa è organizzata e informata sulla base dei seguenti principi e criteri:
- efficienza, cioè esercitare le proprie funzioni in modo da ottenere risultati col minor dispendio di risorse economiche possibile;
- efficacia, intesa come la capacità di produrre l'effetto voluto;
- economicità, intesa come il minor costo possibile sostenuto nel rapporto tra i mezzi economici impiegati e le risorse umane e materiali da acquisire per il soddisfacimento dell'interesse pubblico.

L'organizzazione è strutturata secondo il decentramento amministrativo, alternativo e opposto al principio dell'accentramento amministrativo:
(art. 5 della Costituzione italiana)
Il decentramento amministrativo in Italia viene realizzato, nell'ambito del rispetto del principio di sussidiarietà, concretamente attraverso l'attribuzione delle relative funzioni a organi diversi da quelli centrali, ovvero gli enti territoriali locali.
I Comuni, le Province e le Città metropolitane sono titolari di funzioni amministrative proprie e di quelle conferite con legge statale o regionale, secondo le rispettive competenze.
La legge statale disciplina forme di coordinamento fra Stato e Regioni nelle materie di cui alle lettere b) e h) del secondo comma dell’articolo 117, e disciplina inoltre forme di intesa e coordinamento nella materia della tutela dei beni culturali.
Stato, Regioni, Città metropolitane, Province e Comuni favoriscono l'autonoma iniziativa dei cittadini, singoli e associati, per lo svolgimento di attività di interesse generale, sulla base del principio di sussidiarietà»
(art. 118 della Costituzione italiana)
Non solo si prevede l'attribuzione delle funzioni amministrative a organi periferici dotati di diversi gradi e tipi di autonomia, ma si attribuisce ai cittadini il potere di agire in via sussidiaria per lo svolgimento di attività di interesse generale, ossia quelle per cui è prevista la pubblica amministrazione.

### Gli enti
Ai sensi del d.lgs. 30 marzo 2001, n. 165 si intendono per amministrazioni pubbliche tutte le amministrazioni dello Stato (cioè delle amministrazioni facenti parte dell'organizzazione statale) come i ministeri della Repubblica Italiana e le loro articolazioni territoriali (motorizzazione civile, ufficio scolastico regionale, i tribunali ordinari e così via), gli istituti e scuole italiane di ogni ordine e grado, le istituzioni universitarie (università, scuole superiori universitarie), gli enti parastatali (INPS, INAIL), le aziende e amministrazioni dello Stato a ordinamento autonomo (aziende autonome), le regioni, le province, i comuni, le comunità montane, e loro consorzi e associazioni, gli enti pubblici di ricerca, gli istituti autonomi case popolari, le camere di commercio, industria, artigianato e agricoltura e loro associazioni, tutti gli enti pubblici non economici nazionali (ACI), regionali e locali (le Agenzie regionali per la protezione ambientale), gli enti del Servizio sanitario nazionale (aziende ospedaliere, policlinici universitari e aziende sanitarie locali), l'Agenzia per la rappresentanza negoziale delle pubbliche amministrazioni (ARAN) e le agenzie fiscali di cui al decreto legislativo 30 luglio 1999, n. 300 (ovvero Agenzia delle dogane e dei monopoli, Agenzia del demanio e Agenzia delle entrate e Agenzia del territorio, Ispettorato nazionale del lavoro)
Non ne fanno parte infine gli enti pubblici economici (es. aziende municipalizzate) e il CONI, ai sensi del d.lgs. 8 gennaio 2004, n. 15 che lo ha riformato, trasformandolo in ente pubblico non economico. Sussistono poi particolari eccezioni, dovute alla natura e all'attività pubblica di taluni enti, come ad esempio l'Unione Italiana Tiro a Segno.

### Dati contabili e statistici
Ai fini della classificazione di contabilità pubblica, le pubbliche amministrazioni sono censite dall'ISTAT secondo criteri di natura statistico-economica aderenti al sistema europeo dei conti nazionali e regionali (Sec95), il sistema europeo dei conti. L'ISTAT predispone l'elenco delle unità istituzionali che fanno parte del settore delle amministrazioni pubbliche (Settore S13), i cui conti concorrono alla costruzione del conto economico consolidato delle amministrazioni pubbliche. L'ISTAT, ai sensi dell'art. 1, comma 3 della legge 31 dicembre 2009, n.196 è tenuta periodicamente a pubblicare tali dati.
Il Sistema Conoscitivo del personale dipendente dalle Amministrazioni pubbliche (SICO) è il sistema informativo - gestito dalla Ragioneria generale dello Stato - ed utilizzato dall'Ispettorato Generale per gli ordinamenti del personale e l’analisi dei costi del lavoro pubblico del Ministero dell'economia e delle finanze per monitorare e rilevare i dati statistici del pubblico impiego italiano che, a decorrere dall'anno 2002, ha sostituito il vecchio modello organizzativo di alimentazione della banca dati del personale, che era in precedenza basato sull'invio dei dati attraverso supporto cartaceo da parte delle amministrazioni.
Il Censimento permanente delle Istituzioni pubbliche gestito dall'ISTAT per il 2022 ha registrato 12.776 istituzioni pubbliche attive, per le quali prestano servizio 3.656.268 persone, dislocate su circa 104.000 sedi di lavoro, registrando un incremento dell'1,5% per il personale rispetto alla rilevazione del 2020.

## Caratteristiche

### Tratti fondamentali
Secondo la legge italiana, l'amministrazione pubblica si differenzia dall'impresa per l'assenza di scopo di lucro. Dal punto di vista contabile, una P.A. non dichiara né un utile né profitti, e inoltre non è soggetta all'istituto del fallimento; è però generalmente tenuta a redigere e tenere un proprio bilancio d'esercizio ed è tuttavia passibile eventualmente di liquidazione amministrativa. La pubblica amministrazione è dotata di personalità giuridica, ma è esclusa dalle forme di questa tipiche delle imprese private, previste nel diritto societario.

### Il ruolo e l'attività
Oltre alla tipica amministrazione pubblica, molti settori dei servizi pubblici sono sempre stati gestiti dalla P.A., basti pensare all'erogazione di energia elettrica (legge 6 dicembre 1962, n. 1643), il servizio telefonico (affidato sino agli anni 1990 in concessione esclusiva alla SIP) o alla gestione del trasporto ferroviario pubblico (Azienda autonoma delle Ferrovie dello Stato). Durante lo stesso decennio - a causa di vari fattori e soprattutto sotto la spinta normativa dell'Unione europea - si sono prodotte varie riforme legislative che hanno avviato un sistema di privatizzazioni in Italia di diverse attività, lasciando però alla diretta gestione della pubblica amministrazione taluni settori di importanza strategica (alcuni dei quali in concorrenza con gli operatori privati) come la difesa, l'ordine pubblico interno, la giustizia, la sanità e l'istruzione scolastica. Ogni amministrazione è inoltre tenuta a dotarsi un Piano integrato di attività e organizzazione.
L'attività può essere un'attività tipicamente autoritativa, unilaterale e burocratica, oppure di matrice consensuale. In proposito a partire dagli anni 1990 venne sancito il principio a carico delle amministrazioni pubbliche di usare un linguaggio chiaro e semplice e di non dilungarsi eccessivamente nell:esposizione, come per la prima volta stabilito dal Codice di Stile delle comunicazioni scritte a uso delle pubbliche amministrazioni a cura di Sabino Cassese e pubblicato dall'Istituto Poligrafico e Zecca dello Stato. 
Le pubbliche amministrazioni nel loro operare sono talvolta vincolate da una serie di norme, come il d.lgs. 27 ottobre 2009, n. 150 in tema di valutazione delle attività; il decreto-legge 22 giugno 2012, n. 83 - convertito in legge 7 agosto 2012, n. 134 - che impone a esse, nella scelta di software, l'obbligo dell'effettuazione di una valutazione tecnica che deve comunque preferire software libero; il d.lgs. 14 marzo 2013, n. 33 che le obbliga a impostare la propria attività seguendo trasparenza e pubblicità. Infine, in coerenza con l'ordinamento dell'Unione europea, assicurano l'equilibrio dei bilanci e la sostenibilità del debito pubblico. Su determinate attività della P.A. esercita un ruolo di controllo poi l'Autorità nazionale anticorruzione. Per l'erogazione di importi superiori a 1 000 euro pro/capite nell'anno solare, mediante provvedimenti di concessione di sovvenzioni, contributi, sussidi e attribuzione di vantaggi economici, le pubbliche amministrazioni sono tenute a pubblicare "criteri e modalità" del procedimento, e in seguito i provvedimenti suddetti, a pena di inefficacia  (comma 2 e 3).
Per alcune tipologie di dati personali e sensibili, il d.lgs. 30 novembre 2013 all'art. 26, ha introdotto il divieto di pubblicare i dati identificativi delle persone fisiche destinatarie dei predetti. Questa eccezione è prevista soltanto e qualora da tali dati sia possibile ricavare informazioni relative allo stato di salute ovvero alla situazione di disagio economico-sociale degli interessati, mentre non si precisa se debba valere anche al di sopra dei 1 000 euro, valore per il quale la pubblicazione è di fatto obbligatoria. Il d.lgs. 25 maggio 2016, n. 97 all'art. 23 ha inoltre sollevato gli organi dirigenziali dall'obbligo di rilevare d'ufficio eventuali omissioni o incompletezze nella pubblicazione degli atti, eliminando la relativa responsabilità amministrativa, contabile e patrimoniale. Resta la facoltà di chiedere al tribunale amministrativo regionale il risarcimento del danno per lesione di diritti o di interessi legittimi, quest'ultimo significativamente limitato a un termine di 120 giorni e dall'esclusione dei danni apprezzati come evitabili con l'uso dell'"ordinaria diligenza".

### Gli obblighi di trasparenza
La legge 7 giugno 2000, n. 150 impose alle pubbliche amministrazioni italiane di dotarsi di uffici per le relazioni con il pubblico, per dare attuazione secondo quanto stabilito dalla legge 7 agosto 1990, n. 241 nonché al fine di consentire all'utenza l'informazione relativa agli atti e allo stato dei procedimenti. A partire dalla legge 6 novembre 2012, n. 190 la normazione sulla pubblica amministrazione ha visto una maggiore attenzione al contrasto del fenomeno della corruzione, con la creazione e l'attribuzione di poteri di controllo di legittimità all'A.N.A.C (Autorità nazionale anticorruzione). Il decreto legislativo 14 marzo 2013, n. 33 ha poi riordinato la disciplina sugli obblighi per le pubbliche amministrazioni di pubblicità, trasparenza e diffusione di informazioni e detta le regole di presentazione dei dati sui propri siti web istituzionali. La norma prevede obblighi di pubblicazione inerenti l'organizzazione e l'attività degli enti pubblici, prevedendo altresì un tipo di "controllo sociale" da parte dei cittadini, che si traduce nell'introduzione dell'istituto denominato "accesso civico", come ribadito dal decreto legislativo 25 maggio 2016, n. 97. In base a tale norma si dispone che in caso di semplice richiesta, anche non motivata, da parte di qualsiasi cittadino, le amministrazioni abbiano il dovere di procedere agli adempimenti relativi alla pubblicazione dei dati di cui al D. Lgs. n. 33/2013.
Riguardo poi i dati personali pubblicati, sono riutilizzabili solo alle condizioni previste dalla normativa vigente sul riuso dei dati pubblici, in ottemperanza al d.lgs. 4 gennaio 2006, n. 36 - emanato in attuazione della direttiva dell'Unione europea 2003/98/CE - in termini compatibili con gli scopi per i quali sono stati raccolti e registrati, e nel rispetto della normativa in materia di protezione dei dati personali.

### La responsabilità giuridica
Secondo l'art. 28 della Costituzione della Repubblica Italiana si afferma il principio della responsabilità giuridica per gli atti diretti dei funzionari e dei dipendenti dello Stato che ledano diritti altrui, sancendo inoltre la responsabilità solidale statale.
Nello specifico, la responsabilità della PA è solo una responsabilità civile, e non penale, in quanto essa non può agire contra legem. È invece responsabile assieme con il soggetto agente esclusivamente quando ricorra colpa lieve. L'unico caso in cui l'agente possa essere responsabile esclusivo, sia civilmente sia penalmente, ricorre quando il suo agire esuli completamente dai fini perseguiti dalla P.A. interessata.

### L'utilizzo dell'informatica
La direttiva Stanca del 2003, affermò esplicitamente l'adozione di soluzioni informatiche in grado di gestire almeno un formato aperto; la legge Stanca del 2004 dettó dei criteri standard per l'accessibilità dei siti web delle amministrazioni per i soggetti con disabilità, mentre il successivo codice dell'amministrazione digitale (CAD) del 2005 ha introdotto il principio, nell'adozione di software, dell'effettuazione a monte "analisi comparativa delle soluzioni" come obbligo che la pubblica amministrazione deve adempiere. L'art. 68 del predetto codice indica i criteri da utilizzare nel contesto dell'acquisizione di software e definisce alcune linee guida su acquisizione e riuso di software per le pubbliche amministrazioni, il comma 1° afferma che l'acquisizione di programmi informatici da parte delle pubbliche amministrazioni deve avvenire nel rispetto dei principi di economicità ed efficienza, tutela degli investimenti, riuso e neutralità tecnologica; le soluzioni che possono essere prese in considerazione per una valutazione comparativa sono:
- a) software sviluppato per conto della pubblica amministrazione;
- b) riutilizzo di software o parti di esso sviluppati per conto della pubblica amministrazione;
- c) software libero o a codice sorgente aperto;
- d) software fruibile in modalità cloud computing;
- e) software di tipo proprietario mediante ricorso a licenza d’uso;
- f) software combinazione delle precedenti soluzioni.

Gli elementi da considerare prima dell'emanazione di una gara d'appalto sono dunque la valutazione del costo complessivo (costo di acquisto, di implementazione, di mantenimento e supporto, costo di uscita), il livello di utilizzo di formati aperti per dati e interfacce di tipo aperto nonché standard di interoperabilità tra i diversi sistemi informatici e le garanzie del fornitore in materia di livelli di sicurezza, protezione dei dati personali, livelli di servizio.
Invero poco dopo l'emanazione del CAD alcune regioni italiane si sono dotate di normative in tema: l’obbligo di preferenza di software liberi nell'acquisizione di programmi informatici era già presente in diverse norme approvate in regioni quali Toscana, Umbria, Veneto, Piemonte e Puglia; ciò aveva avviato un dibattito sulla correttezza etica della preferenza di un software libero a uno proprietario in ambito pubblico. Veniva contestata, soprattutto dalle organizzazioni legate alle aziende distributrici di software proprietari, la mancanza di "neutralità tecnologica" da parte dello Stato: preferendo una tecnologia rispetto a un'altra avrebbe potuto alterare il mercato. La questione è stata chiarita con la sentenza n. 122/2010 della Corte Costituzionale, in seguito all’impugnazione da parte del governo della legge regionale n. 9/2009 nella quale è stato stabilito che “i concetti di software libero e di software con codice ispezionabile non sono nozioni concernenti una determinata tecnologia, marca o prodotto, bensì esprimono una caratteristica giuridica”; preferire il software libero, non si porrebbe quindi come violazione del principio di neutralità tecnologica.
A seguito della modifica operata all'articolo 68 dal decreto-legge 22 giugno 2012, n.83 converito in legge 7 agosto 2012, n. 134, il comma 1-ter sancisce l'obbligo di preferire il software libero a quello proprietario. É dunque consentita l'acquisizione di un software proprietario tramite licenza, solamente se a seguito della valutazione comparativa non è stato possibile accedere a soluzioni di tipo "open source" o a soluzioni già presenti all'interno della pubblica amministrazione. Tuttavia, il rispetto degli obblighi previsti da questo articolo non costituisce parametro di valutazione della performance dirigenziale, non sono previste delle sanzioni per chi non rispetta questi obblighi e, inoltre, non è previsto il riconoscimento di un danno erariale nelle scelte di acquisizione di programmi informatici.
L'art. 69 del CAD tratta invece la questione del riuso del software sviluppato per una pubblica amministrazione da parte di un'altra; in particolare le pubbliche amministrazioni hanno l'obbligo di rendere disponibile il relativo codice sorgente, completo della documentazione e rilasciato in repertorio pubblico sotto licenza aperta, in uso gratuito ad altre pubbliche amministrazioni o ai soggetti giuridici che intendono adattarli alle proprie esigenze, salvo motivate ragioni di ordine e sicurezza pubblica, difesa nazionale e consultazioni elettorali. Quindi il riuso può essere richiesto anche dai cittadini. L'utilizzo di software libero da parte della PA inoltre realizza diversi valori costituzionali tra i quali:
- libertà intesa come pluralismo informativo (cioè favorire la presenza di diverse voci nell'informazione pubblica),
- libertà di accesso alla cultura,[30] di iniziativa economica,[31] di manifestazione del pensiero,
- uguaglianza formale (infatti tutti possono utilizzare software libero) e sostanziale (in quanto lo Stato tenta di diminuire il divario digitale),
- cooperazione.[32]

## Personale
La classificazione dei lavoratori dipendenti della pubblica amministrazione repubblicana venne ripartita nel sistema delle carriere, di cui al D.P.R. 10 gennaio 1957, n. 3 e successivamente delle qualifiche ex legge 11 luglio 1980, n. 312. In rapporto di lavoro, originariamente regolato da norme di diritto pubblico, dopo la contrattualizzazione del pubblico impiego in Italia, è invece oggi disciplinato dal diritto privato con l'applicazione dello statuto dei lavoratori anche ai dipendenti pubblici italiani di tutte le amministrazioni a prescindere dal numero dei dipendenti. Il rapporto di lavoro è quindi regolato, oltre che dalla contrattazione collettiva, e anche da diverse leggi; riguardo alla prima fonte si distingue tra una contrattazione di tipo normativo - la cui stipulazione avviene tra l'ARAN e le organizzazioni sindacali maggiormente rappresentative a livello nazionale - e una di tipo decentrato, concertata tra le organizzazioni sindacali costituite presso l'amministrazione, che contiene essenzialmente diverse disposizioni in tema di retribuzioni e di indennità per le responsabilità ricoperte. Disposizione tipiche e specifiche sono inoltre previste per il personale delle forze di polizia italiane e delle forze armate italiane, nonché per il personale non soggetto a disciplina del rapporto di lavoro contrattualizzato poiché in regime di diritto pubblico.
L'attività del personale civile impiegato presso le pubbliche amministrazioni italiane, è soggetta a un sistema di valutazione - introdotto dal d.lgs. 27 ottobre 2009, n. 150 - mediante un meccanismo denominato ciclo di valutazione della performance - con rilevanza di tale valutazioni sulla carriera, con esclusioni in taluni casi, riguardanti le amministrazioni che abbiano determinata consistenza dell'organico del personale.

### Requisiti e reclutamento
La costituzione della Repubblica Italiana stabilisce il principio dell'accesso all'impiego nelle pubbliche amministrazioni mediante concorso pubblico, il cui relativo bando viene per legge pubblicato sulla Gazzetta Ufficiale della Repubblica Italiana, salvo in alcune ipotesi di assunzione diretta tassativamente indicati da norme speciali. Le competenze richieste, insieme a eventuali requisiti previsti per legge, sono indicati nel bando di concorso emanato, nel rispetto della normativa vigente. Per quanto riguarda i requisiti, è necessario dimostrare di essere in regola con gli obblighi militari; la legge 15 maggio 1997, n. 127 ha statuito l'assenza di limiti di età, salvo casi particolari, come confermato dalla giurisprudenza del Consiglio di Stato nel 2007. Il decreto-legge 21 giugno 2013, n. 69 - convertito in legge 9 agosto 2013, n. 98 - ha abolito l'obbligo della presentazione, da parte dei vincitori di concorso, di certificato medico attestante l'idoneità psicofisica all'impiego, tranne però nel caso di soggetti disabili, ove può essere richiesto per lo svolgimento di mansioni specifiche. L'amministrazione ha tuttavia facoltà di sottoporre a visita medica di controllo i vincitori di concorso, in base alla normativa vigente. Il decreto-legge 10 gennaio 2006, n. 4 - convertito in legge 9 marzo 2006, n. 80 - ha infine affermato che le pubbliche amministrazioni italiane possano ricorrere alla stipula di contratti di lavoro a tempo determinato ma solo in caso di particolari situazioni di necessità temporanee ed eccezionali.
Le modalità circa lo svolgimento dei concorsi e dell'accesso all'impiego sono disciplinati, oltre che dal d.lgs. n. 165/2001, dal D.P.R. 3 maggio 1957, n. 686 e dal D.P.R. 9 maggio 1994, n. 48, in taluni possono essere organizzati su base territoriale. In particolare, l'accesso alla P.A. italiana avviene:
1. per concorso pubblico aperto a tutti per esami, per titoli, per titoli ed esami, per corso-concorso o per selezione mediante lo svolgimento di prove volte all'accertamento della professionalità richiesta dal profilo professionale di qualifica o categoria, avvalendosi anche di sistemi automatizzati.
2. mediante avviamento degli iscritti nelle liste di collocamento tenute dagli uffici circoscrizionali del lavoro che siano in possesso del titolo di studio richiesto dalla normativa vigente al momento della pubblicazione dell'offerta di lavoro.
3. mediante chiamata numerica degli iscritti nelle apposite liste costituite dagli appartenenti alle categorie protette di cui al titolo I della legge 2 aprile 1968, n. 482, fatto salvo quanto previsto dalla legge 13 agosto 1980, n. 466.

Non sono contemplate limitazioni per chi abbia esercitato obiezione di coscienza in Italia come alternativa al servizio militare obbligatorio, salvo che per qualsivoglia impiego che comporti l'utilizzo di armi e per l'arruolamento nelle forze armate italiane e nelle forze di polizia italiane a ordinamento militare e/o civile, tranne che nel caso essi abbiano rinunciato allo status di obiettore. Il d.lgs. 15 marzo 2010, n. 66 ha tuttavia previsto delle riserve obbligatorie, in alcune tipologie concorsuale, circa i posti messi a concorso per l'assunzione agli impieghi civili nelle pubbliche amministrazioni di personale a favore degli appartenenti alla categoria dei militari di truppa delle forze armate italiane al termine della ferma o rafferma, congedati senza demerito, fermi restando i diritti dei soggetti aventi titolo all'assunzione obbligatoria ai sensi del d.lgs. 23 novembre 1988, n. 509 e della legge 12 marzo 1999, n. 68. La riserva, come precisato dal parere del Dipartimento della funzione pubblica della Presidenza del Consiglio dei ministri in data 11 aprile 2012, non si applica relativamente all'assunzione di personale dirigente.
Riguardo ai casi di esclusione, il D.P.R. 9 maggio 1994, n. 487 dispone impedimento per taluni soggetti in particolari situazioni:

### Il rapporto di lavoro
Dopo la contrattualizzazione del pubblico impiego italiano e della privatizzazione del diritto del lavoro pubblico in Italia, come peraltro ulteriormente ribadito dalla legge 28 giugno 2012, n. 92, è regolato da norme di diritto privato che ha nei CCNL di comparto (stipulati dalle organizzazioni sindacali maggiormente rappresentative e l'ARAN), una particolare disciplina; destinatari di altre specifiche e tipiche norme sono alcune figure; ad esempio per quanto riguarda le forze di polizia italiane il personale della polizia locale (polizia municipale, polizia provinciale) della Polizia di Stato, della Polizia penitenziaria e del Corpo Forestale dello Stato è a oggi contrattualizzato, insieme a quello del Corpo nazionale dei vigili del fuoco, salvo particolari disposizioni. Costituiscono poi eccezione gli appartenenti alle forze di polizia a ordinamento militare come l'Arma dei Carabinieri, la Guardia di Finanza, il Corpo delle capitanerie di porto - Guardia costiera e tutte le forze armate italiane, che insieme ad altre particolari categorie come la magistratura italiana e ai professori universitari conservano una disciplina del rapporto di lavoro e dello status, nonostante la privatizzazione del diritto del lavoro pubblico in Italia per la maggior parte ancora in regime di diritto pubblico.
Ai sensi dell'art. 7 del decreto-legge 24 giugno 2014, n. 90 - convertito in legge 11 agosto 2014, n. 111 - i distacchi sindacali di cui beneficiano i dipendenti sono stati ridotti del 50%. Per le forze di polizia a ordinamento civile e il Corpo Nazionale dei Vigili del Fuoco si prevede invece che alle riunioni sindacali passa partecipare un solo rappresentante delle organizzazioni sindacali interessate, come peraltro precisato dalla circolare del Ministero per la funzione pubblica n. 5/2014.

### Lo stato giuridico
Lo stato giuridico degli impiegati civili è regolato dal D.P.R. 10 gennaio 1957, n. 3, mentre norme particolari sono però stabilite per determinate categorie di soggetti, come per gli appartenenti alle forze di polizia italiane e forze armate italiane. L'obbligo di giuramento di fedeltà è stato soppresso per il personale docente dalla legge 30 marzo 1981, n. 116 e per le altre categorie dei dipendenti civili dal D.P.R 19 aprile 2001, n. 253; sono invece soggetti a tale obbligo solo gli appartenenti alle forze armate italiane e alle forze di polizia italiane, e i dipendenti la cui disciplina del rapporto di lavoro non è mutata a seguito della contrattualizzazione del pubblico impiego in Italia. Il personale è generalmente vincolato da una "clausola di esclusività", che consiste nel divieto di intrattenere rapporti di lavoro a qualsiasi titolo con altri datori di lavoro, l'esercizio di attività imprenditoriali e in generale della libera professione; in tale ultimo caso la normativa però ammette diverse eccezioni, stabilite però dalle leggi.
I dipendenti non sono sempre pubblici ufficiali: ciò infatti dipende dalle funzioni che stiano svolgendo durante il servizio; essi sono anche destinatari di particolare disciplina riguardo al comportamento durante il servizio, ovvero il codice di comportamento dei dipendenti pubblici. In base all'art. 1, comma 51 della legge 6 novembre 2012, n. 190 prevede particolari protezioni (inclusa la non licenziabilità) a favore del personale che abbia segnalato condotte illecite da parte di colleghi o superiori, alla magistratura italiana, inclusa la Corte dei Conti. In tema di incompatibilità e di inconferibilità di incarichi, inclusi quelli dirigenziali, è intervenuto il d.lgs. 8 aprile 2013, n. 39, che prevede particolari disposizioni in materia. Il personale delle amministrazioni pubbliche qualora svolga attività a contatto con il pubblico è inoltre tenuto a rendere conoscibile il proprio nominativo mediante l'uso di cartellini identificativi o di targhe da apporre presso la postazione di lavoro, tranne che nelle ipotesi previste dalla legge.
I soli dipendenti statali (ministeriali e di alcuni enti soggetti a vigilanza di ministeri) possono infine chiedere il rilascio (anche per i familiari) di particolare documenti, le tessere AT e BT (le prime di colore verde, le seconde colore azzurro) che fungono da documento di riconoscimento in Italia; per gli appartenenti alle forze armate italiane è invece previsto il rilascio della Carta multiservizi della Difesa.

### La valutazione sull'attività
Il d.lgs. 27 ottobre 2009, n. 150 ha introdotto l'obbligo per le amministrazioni di dotarsi di un "Organismo Indipendente di Valutazione" (Oiv) competente, tra l'altro, della valutazione del personale, standardizzando l'erogazione dell'importo della contrattazione decentrata pattuita con le singole amministrazioni e agganciandola al merito e al risultato; in particolare la legge prevedeva che il 50% dei dipendenti pubblici sia collegato alla fascia di merito alta, avendo diritto al 50% dell'ammontare complessivo della retribuzione, il 50% nella fascia di merito intermedia avendo parimenti diritto al 50% dell'importo, mentre il 25% nella fascia di merito bassa, non avendo diritto ad alcun trattamento legato alla performance.
La valutazione complessiva e globale delle amministrazioni era affidata alla "Commissione indipendente per la valutazione, la trasparenza e l'integrità delle amministrazioni pubbliche" (CiVIT), poi assorbita nell'"Autorità nazionale anticorruzione". Successivamente il D.P.R. 9 maggio 2016, n. 105, modificando il d.lgs 150/2009, ha riattribuito al Ministero della Funzione Pubblica la competenza della valutazione delle amministrazioni; l'organismo politico ha facoltà di avvalersi di un comitato tecnico composto da cinque consulenti esterni.
Per quanto riguarda gli Oiv, per la scelta dei componenti è stata prevista la creazione di un albo nazionale, mentre il dicastero è stato obbligato ad adottare linee-guida e criteri per la determinazione di obbiettivi di risultato ancorati a obiettivi di tipo economico.

### La mobilità
I dipendenti delle pubbliche amministrazioni italiane per contro sono soggetti a una normativa che consente diverse possibilità di mobilità, che può essere, oltre che all'interno dell'amministrazione di appartenenza, intercompartimentale (tra amministrazioni dello stesso comparto, ad esempio da Comune a Comune) o intercompartimentale (tra comparti diversi, per esempio da Comune ad Agenzia delle Entrate). Il decreto legge 24 giugno 2014, n. 90, convertito in legge 11 agosto 2014, n. 114, ha stabilito inoltre che, al fine di agevolare i processi di mobilità, la Presidenza del Consiglio dei Ministri - Dipartimento della funzione pubblica - istituisca un apposito portale web. Lo stesso decreto prevedeva che al fine di agevolare i processi di mobilità intercompartimentale venisse emanato un decreto statuente tabelle di equiparazione per il personale di categorie e comparti diversi; a tale disposizione è stata data attuazione con l'emanazione del D.P.C.M. del 26 giugno 2015.
Anzitutto le pubbliche amministrazioni, prima di indire nuove procedure concorsuali per il reclutamento di personale per la copertura di posti vacanti in organico, devono attuare le procedure di mobilità secondo l'art. 1, comma 1 del d. lgs. 30 marzo 2001, n. 165. Si deve poi ricordare che la legge 23 dicembre 2005, n. 266 (legge finanziaria per l'anno 2006) all'art. 1, comma 230 stabilì un limite minimo di permanenza, da parte dei vincitori di concorso, in prima assegnazione presso l'amministrazione presso la quale essi prestino servizio:
La norma tuttavia non si applica al personale docente del comparto scuola, per il quale il Contratto Collettivo Nazionale Integrativo (CCNI) decentrato prevede espresse disposizioni in materia. Tale vincolo non si applica al personale portatore di handicap, mentre per il personale ATA attualmente non si prevede alcun vincolo. L'art. 4 del predetto decreto-legge n. 90/2014 ha disposto che nello stato di previsione del bilancio del Ministero dell'economia e delle finanze, venga previsto un fondo destinato al miglioramento dell'allocazione del personale presso le pubbliche amministrazioni, da attribuire alle amministrazioni destinatarie dei predetti processi, e al quale confluiscono risorse economiche pari al trattamento economico del personale dell'amministrazione cedente, i cui criteri di utilizzo e le modalità di gestione delle risorse vengano stabiliti con decreto del Presidente del Consiglio dei Ministri, di concerto con il Ministero dell'economia e delle finanze.
Riguardo alla mobilità vera e propria, essa può essere classificata secondo le seguenti tipologie:
- compensativa
- obbligatoria
- volontaria

Riguardo alla prima tipologia, che è su base sostanzialmente volontaria, è prevista dall'art. 7 del D.P.C.M. 5 agosto 1988, n. 325, essa può essere disposta previo ottenimento di apposita autorizzazione (nulla osta) da parte della amministrazione di provenienza e di quella di destinazione:
Il vincolo suindicato della prima assegnazione quinquennale non è quindi di impedimento alla mobilità per interscambio, disponibile a prescindere da limiti temporali. Tuttavia la norma parla di profilo professionale e non di qualifica.
La seconda, disciplinata dal d. lgs. 30 marzo 2001, n. 165; le ipotesi possono essere previste da specifiche disposizioni legislative, ad esempio la legge 4 novembre 2010, n. 183 ha disposto che in caso di trasferimento di competenze da parte dello Stato a Regioni ed enti locali, tra diversi soggetti pubblici, e anche nel caso di esternalizzazione di attività e di servizi, il personale addetto, se dichiarato in esubero, viene posto in mobilità collettiva ai sensi dell'art 33 del d.lgs. n. 165/2001. Il decreto-legge 24 giugno 2014, n. 90, si prevede che i dipendenti pubblici possano essere trasferiti, nell'ambito della stessa amministrazione o tra amministrazioni diverse previo accordo tra le stesse, ad altro ufficio entro un raggio di 50 km poiché esse costituiscono medesima unità produttiva ai sensi dell'art. 2103 del codice civile italiano:
La terza infine - sempre disciplinata dal d. lgs. 30 marzo 2001, n. 165 - è regolata nelle modalità e condizioni; viene stabilito però il requisito dell'assenso della amministrazione di appartenenza, tranne in alcuni casi:
Le predette disposizioni di cui all'art. 30 comma. 1 del d.lgs. 165/2001 non si applicano al personale degli enti locali italiani, che dispongano di un numero di unità di personale in servizio a tempo indeterminato non superiore a cento. Ad ogni modo si distingue quindi, riguardo alla mobilità volontaria espressa dal lavoratore, la prescrizione per le pubbliche amministrazioni destinatarie della domanda di trasferimento procedere alla formazione di apposite graduatorie. In ogni caso il personale trasferito non può essere trasferito, se non per inderogabile esigenza di servizio, essere, prima che siano trascorsi cinque anni. L'amministrazione di destinazione che accoglie la domanda provvede alla riqualificazione dei dipendenti, anche avvalendosi della scuola nazionale dell'amministrazione, in ogni caso si utilizzano le risorse disponibili e comunque senza nuovi o maggiori oneri per la finanza pubblica.
Ipotesi particolare è quella della mobilità del personale militare delle forze armate italiane e che perdendo l'idoneità fisica per motivi di salute può chiedere di essere destinato ai ruoli civili del Ministero della difesa, prima secondo il Decreto Interministeriale 18 aprile 2002 emanato ai sensi dell'art. 14 della legge 28 luglio 1999, n. 266 e poi secondo l'art. 930 del d.lgs. 15 marzo 2010 n. 66; quanto invece alla corrispondenza dei ruoli vi era una tabella annessa al decreto interministeriale 18/04/2002. Successivamente venne redatta nel 2013 una tabella sviluppata dalle OO.SS. ma mai adottata, nonostante l'accordo tra le parti interessate. Attualmente in tema sono vigenti le disposizioni di equiparazione di cui al d.lgs. 29 maggio 2017, n. 95:
| Ruolo                                                       | Gradi e Qualifiche                                               | Posizioni corrispondenti nei ruoli del Personale Civile |
| ----------------------------------------------------------- | ---------------------------------------------------------------- | ------------------------------------------------------- |
| Funzionari o Ufficiali In servizio permanente ed equiparati | Commissario Capo e qualifiche e gradi corrispondenti             | Terza Area - F4                                         |
| Funzionari o Ufficiali In servizio permanente ed equiparati | Commissario/Vice Commissario e qualifiche e gradi corrispondenti | Terza Area - F3                                         |
| Ispettori ed equiparati                                     | Sostituto Commissario e qualifiche e gradi corrispondenti        | Terza Area - F3                                         |
| Ispettori ed equiparati                                     | Ispettore Superiore e qualifiche e gradi corrispondenti          | Terza Area - F3                                         |
| Ispettori ed equiparati                                     | Ispettore Capo e qualifiche e gradi corrispondenti               | Seconda Area - F6                                       |
| Ispettori ed equiparati                                     | Ispettore e qualifiche e gradi corrispondenti                    | Seconda Area - F5                                       |
| Ispettori ed equiparati                                     | Vice Ispettore e qualifiche e gradi corrispondenti               | Seconda Area - F4                                       |
| Sovrintendenti ed equiparati                                | Sovrintendente Capo e qualifiche e gradi corrispondenti          | Seconda Area - F5                                       |
| Sovrintendenti ed equiparati                                | Sovrintendente e qualifiche e gradi corrispondenti               | Seconda Area - F4                                       |
| Sovrintendenti ed equiparati                                | Vice Sovrintendente e qualifiche e gradi corrispondenti          | Seconda Area - F3                                       |
| Assistenti e Agenti ed equiparati                           | Assistente Capo e qualifiche e gradi corrispondenti              | Seconda Area - F3                                       |
| Assistenti e Agenti ed equiparati                           | Assistente e qualifiche e gradi corrispondenti                   | Seconda Area - F2                                       |
| Assistenti e Agenti ed equiparati                           | Agente Scelto e qualifiche e gradi corrispondenti                | Seconda Area - F2                                       |
| Assistenti e Agenti ed equiparati                           | Agente e qualifiche e gradi corrispondenti                       | Seconda Area - F1                                       |

Per le qualifiche e gradi corrispondenti tra forze armate e forze di polizia è reperibile altra tabella presso il sito web della camera dei deputati.

### Il licenziamento
Riguardo alla disciplina dei licenziamenti, dopo la contrattualizzazione del pubblico impiego in Italia, valgono le stesse regole del settore privato ma con alcune differenze, riguardo all'esercizio del potere disciplinare e delle motivazioni economiche.
Riguardo al primo punto, la sentenza della Suprema Corte di Cassazione con la sentenza n. 11868 del 9 giugno 2016 - della "sezione Lavoro" - è stato affermato che il licenziamento del personale del pubblico impiego è disciplinato dall'articolo 18 dello Statuto dei Lavoratori nella formulazione antecedente la riforma del lavoro Fornero del 2012. Riguardo poi il licenziamento disciplinare, oltre le ipotesi previste dal d.lgs. 27 ottobre 2009, n. 150 il decreto legislativo 20 giugno 2016, n. 116 del 2016 - emanato sulla base della legge delega 7 agosto 2015, n. 124 - disciplina diversi aspetti del licenziamento disciplinare e aumenta la responsabilità dei dirigenti.
Riguardo al secondo punto, secondo l'articolo 33 del d.lgs. n.  165/2001, come modificato dall'articolo 16 della legge 12 novembre 2011, n. 183. (legge di stabilità per l'anno 2012) le pubbliche amministrazioni debbono effettuare annualmente la ricognizione del personale eventualmente in esubero; laddove rilevino situazioni di soprannumero o comunque eccedenze di personale, «in relazione alle esigenze funzionali o alla situazione finanziaria» sono tenute ad osservare le procedure seguenti: le amministrazioni entro 90 giorni dalla comunicazione ai sindacati della situazione di esubero, devono verificare se il personale interessato possa essere reimpiegato all'interna del medesimo ente, o possa andare in mobilità (secondo le procedure di cui sopra) verso altri enti della provincia o della regione. In mancanza di ciò, essere inserito nelle liste dei lavoratori in disponibilità: cioè dei lavoratori che restano per 24 mesi al massimo inseriti nella lista, con il trattamento economico pari all'80% dello stipendio, dell'indennità integrativa speciale e dell'assegno per il nucleo familiare; segue la risoluzione del rapporto di lavoro. Nel caso delle amministrazioni locali, lo stato di dissesto finanziario o la violazione delle soglie di spesa per il personale, come la violazione del patto di stabilità, possono essere ragioni sufficienti per la risoluzione del rapporto di lavoro, senza possibilità di reintegro.
Sulla sorte dei rapporti di lavoro con gli enti non soppressi, ma oggetto di riduzione delle funzioni decisa per legge, va segnalata la disciplina dell'art. 1, comma 92, della legge 7 aprile 2014, n. 56. Essa salvaguarda i rapporti di lavoro a tempo indeterminato e i rapporti di lavoro a tempo determinato, fino alla loro scadenza, con le Province e le città metropolitane, a seguito della cospicua riduzione della loro dotazione organica (rispettivamente del 50 per cento e del 30 per cento): la norma del 2014 ha in proposito definito un procedimento finalizzato a favorire la mobilità del personale in soprannumero verso Regioni, Comuni e altre pubbliche amministrazioni. Nella sentenza 4 maggio 2016, n. 159 la Corte costituzionale, secondo quanto già statuito con sentenza 24 marzo 2015, n. 50 in cui aveva riscontrato che la norma del 2014 aveva ridefinito le funzioni fondamentali delle Province, in un'ottica di ridimensionamento delle stesse, ha dichiarato che "nella riallocazione delle funzioni non fondamentali, connessa alla riduzione della dotazione organica, (...) alle Regioni non è precluso, a conclusione del processo di ridistribuzione del personale, affidare le funzioni non fondamentali alle Città metropolitane, alle province e agli altri enti locali tramite apposite deleghe e convenzioni, disponendo contestualmente l'assegnazione del relativo personale". Secondo la sentenza della Corte Costituzionale 14 luglio 2016, n. 176 l'intervento del legislatore statale è stato giudicato dalla Corte costituzionale "in linea con il riordino delle Province e delle Città metropolitane, disegnato dalla norma del 2014, che secondo la sentenza della corte costituzionale 14 luglio 2016, n. 176 è in linea con l'architettura costituzionale ed è parte integrante di un assetto più ampio come stabilito dall'art. 1, commi da 421 a 427, della legge 23 dicembre 2014, n. 190.

## Riferimenti normativi
- DPR 10 gennaio 1957, n. 3 - Testo unico delle disposizioni concernenti lo statuto degli impiegati civili dello Stato
- Decreto del Presidente della Repubblica 16 maggio 1960, n. 570 - Testo unico delle leggi per la composizione e la elezione degli organi delle Amministrazioni comunali
- Legge 17 febbraio 1968, n. 108 - Norme per la elezione dei Consigli regionali delle Regioni a statuto normale
- Legge 20 marzo 1975, n. 70 - Disposizioni sul riordinamento degli enti pubblici e del rapporto di lavoro del personale dipendente
- Legge 29 ottobre 1984, n. 720 - Istituzione del sistema di tesoreria unica per enti ed organismi pubblici
- Legge 23 febbraio 1995, n. 43 - Nuove norme per la elezione dei consigli delle regioni a statuto ordinario
- Legge costituzionale 22 novembre 1999, n. 1 - Disposizioni concernenti l'elezione diretta del Presidente della Giunta regionale e l'autonomia statutaria delle Regioni
- Legge 7 agosto 1990, n. 241 - Nuove norme in materia di procedimento amministrativo e di diritto di accesso ai documenti amministrativi
- Decreto legislativo 3 febbraio 1993, n. 29 - Razionalizzazione della organizzazione delle Amministrazioni pubbliche e revisione della disciplina in materia di pubblico impiego, a norma dell'articolo 2 della legge 23 ottobre 1992, n. 421.
- DPR 24 agosto 1993, n. 378 - Regolamento recante norme sul risanamento degli enti locali dissestati
- DPR 9 maggio 1994, n. 487 - Regolamento recante norme sull'accesso agli impieghi nelle pubbliche amministrazioni e le modalità di svolgimento dei concorsi, dei concorsi unici e delle altre forme di assunzione nei pubblici impieghi
- Legge 15 marzo 1997, n. 59 (Delega al Governo per il conferimento di funzioni e compiti alle regioni ed enti locali, per la riforma della Pubblica Amministrazione e per la semplificazione amministrativa
- Artt. 51-64 del Decreto legislativo 15 dicembre 1997, n. 446 - Istituzione dell'imposta regionale sulle attività produttive, revisione degli scaglioni, delle aliquote e delle detrazioni dell'Irpef e istituzione di una addizionale regionale a tale imposta, nonché riordino della disciplina dei tributi locali
- Decreto legislativo 31 marzo 1998, n. 112 - Conferimento di funzioni e compiti amministrativi dello Stato alle regioni ed agli enti locali, in attuazione del capo I della legge 15 marzo 1997, n. 59
- Legge 24 novembre 2000, n. 340 - Disposizioni per la delegificazione di norme e per la semplificazione di procedimenti amministrativi - Legge di semplificazione 1999
- Decreto legislativo 18 agosto 2000, n. 267 - Testo unico delle leggi sull'ordinamento degli enti locali (TUEL)
- Decreto legislativo 30 marzo 2001, n. 165 - Norme generali sull'ordinamento del lavoro alle dipendenze delle amministrazioni pubbliche
- Legge 15 luglio 2002, n. 145 - Disposizioni per il riordino della dirigenza statale e per favorire lo scambio di esperienze e l'interazione tra pubblico e privato.
- Legge 16 gennaio 2003, n. 3 - Disposizioni ordinamentali in materia di pubblica amministrazione.
- Legge 4 marzo 2009, n. 15 - Delega al Governo finalizzata all'ottimizzazione della produttività del lavoro pubblico e alla efficienza e trasparenza delle pubbliche amministrazioni nonché disposizioni integrative delle funzioni attribuite al Consiglio nazionale dell'economia e del lavoro e alla Corte dei conti
- Decreto legislativo 27 ottobre 2009, n. 150 - Attuazione della legge 4 marzo 2009, n. 15, in materia di ottimizzazione della produttività del lavoro pubblico e di efficienza e trasparenza delle pubbliche amministrazioni
- Decreto legislativo 23 giugno 2011, n. 118 - Disposizioni in materia di armonizzazione dei sistemi contabili e degli schemi di bilancio delle Regioni, degli enti locali e dei loro organismi, a norma degli articoli 1 e 2 della legge 5 maggio 2009, n. 42
- Decreto legislativo 8 aprile 2013, n. 39 - Disposizioni in materia di inconferibilità e incompatibilità di incarichi presso le pubbliche amministrazioni e presso gli enti privati in controllo pubblico, a norma dell'articolo 1, commi 49 e 50, della legge 6 novembre 2012, n. 190
- Decreto legislativo 25 febbraio 1995, n. 77 - Ordinamento finanziario e contabile degli enti locali
- Legge 6 novembre 2012, n. 190 - Disposizioni per la prevenzione e la repressione della corruzione e dell'illegalità nella pubblica amministrazione
- Decreto legislativo 8 aprile 2013, n. 39 - Disposizioni in materia di inconferibilità e incompatibilità di incarichi presso le pubbliche amministrazioni e presso gli enti privati in controllo pubblico, a norma dell'articolo 1, commi 49 e 50, della legge 6 novembre 2012, n. 190
- Decreto-legge 24 giugno 2014, n. 90 - Misure urgenti per la semplificazione e la trasparenza amministrativa e per l'efficienza degli uffici giudiziari.
- LEGGE 9 gennaio 2019, n. 3 - Misure per il contrasto dei reati contro la pubblica amministrazione, nonché in materia di prescrizione del reato e in materia di trasparenza dei partiti e movimenti politici
- Decreto legislativo 14 marzo 2013, n. 33 Riordino della disciplina riguardante il diritto di accesso civico e gli obblighi di pubblicità, trasparenza e diffusione di informazioni da parte delle pubbliche amministrazioni